# Catena Pierre
Catena Pierre - łańcuch kraterów na powierzchni Księżyca, o długości 9 km. Jego współrzędne selenograficzne to 19,48°N; 31,48°W.
Catenę nazwano od francuskiego imienia męskiego, nazwa została zatwierdzona przez Międzynarodową Unię Astronomiczną w roku 1976.